# Théobald Michau
Pour les articles homonymes, voir Michau.
Théobald Michau (Tournai, 1676 - Anvers, 1765) est un peintre flamand qui s’est illustré dans la peinture de paysages et scènes de genre.

## Biographie
Dès l’âge de dix ans, il commence sa formation à Bruxelles, auprès de Lucas Achtschellinck, un peintre paysagiste.
En 1698, il devient maitre de la Guilde de Bruxelles puis en 1710, il est élu comme membre de la Guilde d’Anvers.
Son œuvre n’est pas marquée par une grande innovation ; il est plutôt un continuateur des maitres paysagistes flamands du XVIIe siècle comme Jan Brueghel l'Ancien ou David Teniers le Jeune.

## Œuvres

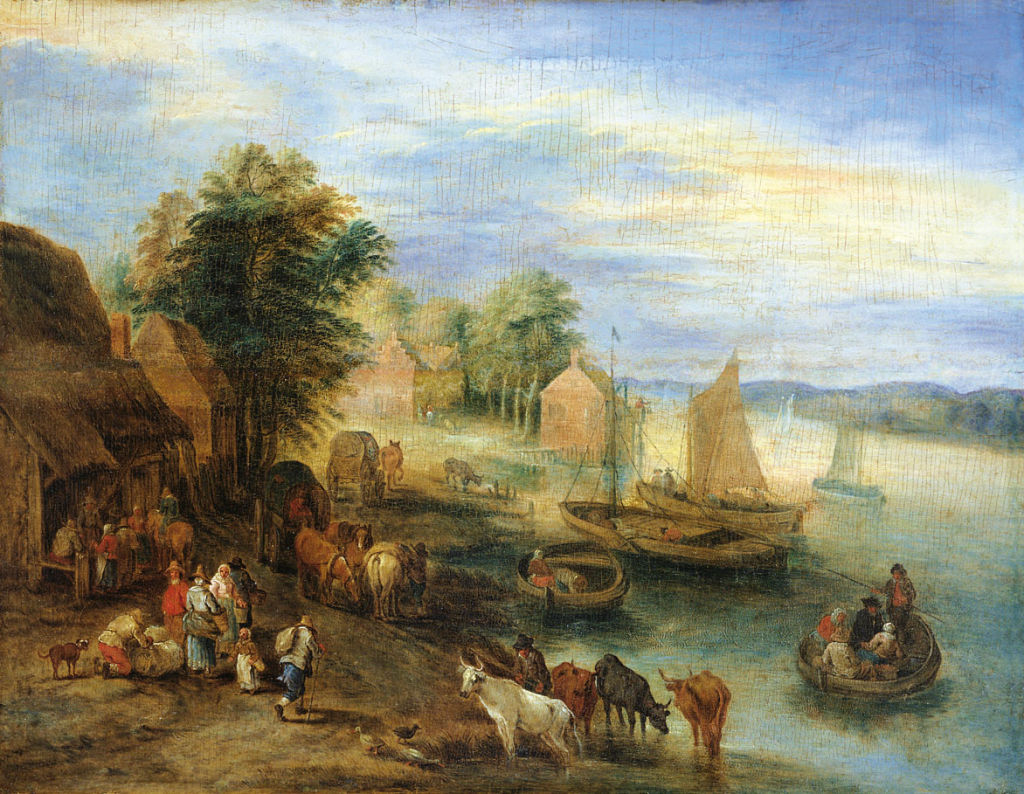
Devant la taverne au musée d'Art d'Estonie.
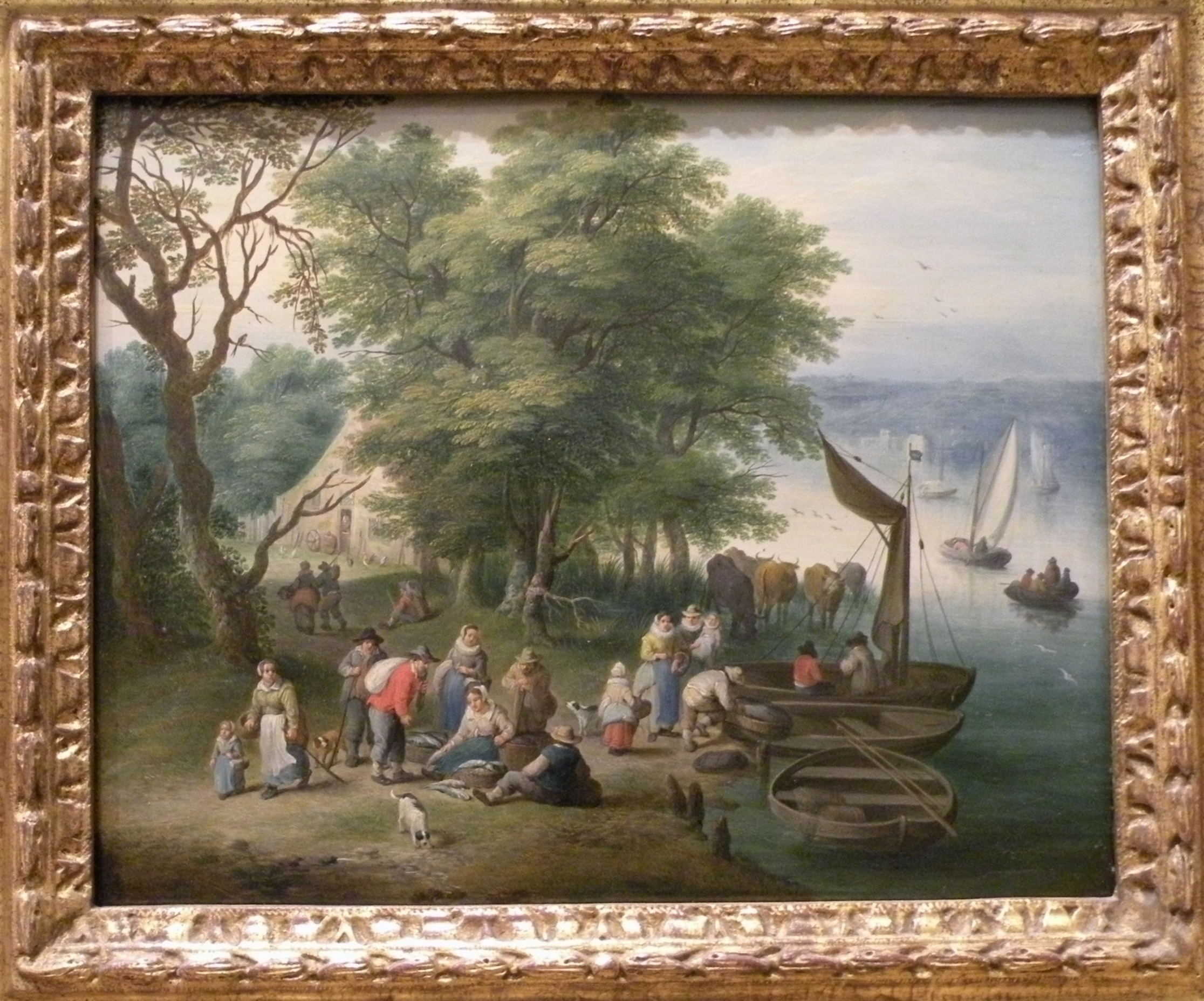
Retour de la pêche (musée des Beaux-Arts de Rennes)
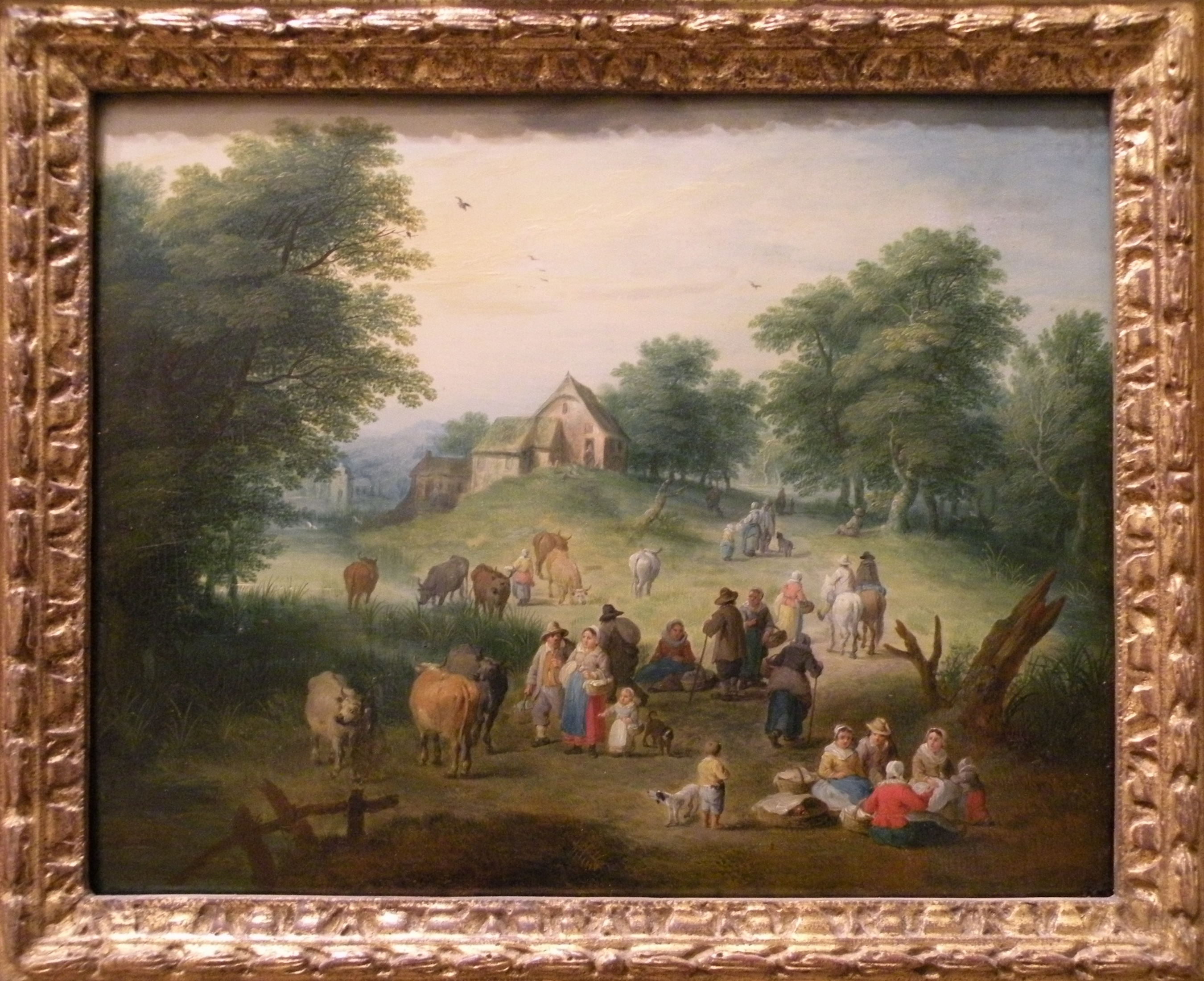
Scène champêtre (musée des Beaux-Arts de Rennes)

- Retour de la pêche, musée des Beaux-Arts de Rennes
- Scène champêtre, musée des Beaux-Arts de Rennes
- Scène campagnarde, Alger, musée national des Beaux-Arts d'Alger.

### Note
1. ↑  Tournai appartenait au royaume de France lors de sa naissance, cependant il est généralement présenté comme peintre flamand, sans faire mention de sa nationalité exacte.